# 2015-ös Super Formula szezon
A 2015-ös Super Formula szezon a 29. szezonja a legmagasabb szintű japán formula sorozatnak, illetve második Super Formula név alatt. A szezon április 19-én kezdődött és november 8-án fejeződött be.

## Csapatok és pilóták
| Csapat                       | No. | Pilóta                 | Fordulók |
| ---------------------------- | --- | ---------------------- | -------- |
| Petronas Team TOM'S          | 1   | Nakadzsima Kazuki      | 1, 3-7   |
| Petronas Team TOM'S          | 1   | Osima Kazuja           | 2        |
| Petronas Team TOM'S          | 2   | André Lotterer         | Mind     |
| Kondō Racing                 | 3   | James Rossiter         | Mind     |
| Kondō Racing                 | 4   | William Buller         | Mind     |
| Kygnus Sunoco Team LeMans    | 7   | Hirakava Rió           | Mind     |
| Kygnus Sunoco Team LeMans    | 8   | Kobajasi Kamui         | Mind     |
| Real Racing                  | 10  | Cukakosi Kudai         | Mind     |
| Real Racing                  | 11  | Izava Takuja           | Mind     |
| Team Mugen                   | 16  | Jamamoto Naoki         | Mind     |
| KCMG                         | 18  | Nakajama Juicsi        | Mind     |
| Lenovo Team Impul            | 19  | João Paulo de Oliveira | Mind     |
| Lenovo Team Impul            | 20  | Andrea Caldarelli      | Mind     |
| Drago Corse                  | 34  | Kogure Takasi          | Mind     |
| P.mu/Cerumo • Inging         | 38  | Isiura Hiroaki         | Mind     |
| P.mu/Cerumo • Inging         | 39  | Kunimoto Júdzsi        | Mind     |
| Docomo Team Dandelion Racing | 40  | Nodzsiri Tomoki        | Mind     |
| Docomo Team Dandelion Racing | 41  | Narain Karthikeyan     | Mind     |
| Nakajima Racing              | 64  | Nakadzsima Daiszuke    | Mind     |
| Nakajima Racing              | 65  | Bertrand Baguette      | Mind     |

## Versenynaptár
| Verseny | Verseny | Helyszín                      | Dátum          | Pole-pozíció      | Leggyorsabb kör        | Győztes versenyző      | Győztes csapat      |
| ------- | ------- | ----------------------------- | -------------- | ----------------- | ---------------------- | ---------------------- | ------------------- |
| 1       | 1       | Suzuka Circuit                | április 19.    | Naoki Yamamoto    | Tomoki Nojiri          | André Lotterer         | Petronas Team TOM'S |
| 2       | 2       | Okayama International Circuit | május 24.      | Hiroaki Ishiura   | Hiroaki Ishiura        | Hiroaki Ishiura        | P.mu/Cerumo・INGING |
| 3       | 3       | Fuji Speedway                 | július 19.     | Andrea Caldarelli | João Paulo de Oliveira | João Paulo de Oliveira | Lenovo Team Impul   |
| 4       | 4       | Twin Ring Motegi              | augusztus 23.  | Hiroaki Ishiura   | Nakadzsima Kazuki      | Hiroaki Ishiura        | P.mu/Cerumo・INGING |
| 5       | 5       | Autopolis                     | szeptember 13. | Hiroaki Ishiura   | João Paulo de Oliveira | Nakadzsima Kazuki      | Petronas Team TOM'S |
| 6       | 6       | Sportsland SUGO               | október 18.    | André Lotterer    | Tomoki Nojiri          | André Lotterer         | Petronas Team TOM'S |
| 7       | V1      | Suzuka Circuit                | november 8.    | André Lotterer    | André Lotterer         | André Lotterer         | Petronas Team TOM'S |
| 7       | V2      | Suzuka Circuit                | november 8.    | Naoki Yamamoto    | Narain Karthikeyan     | Naoki Yamamoto         | KCMG                |

## Eredmények

### Pontozás
| Verseny | 1. | 2. | 3. | 4.  | 5. | 6.  | 7. | 8.  | Pole |
| 1–6     | 10 | 8  | 6  | 5   | 4  | 3   | 2  | 1   | 1    |
| 7       | 8  | 4  | 3  | 2.5 | 2  | 1.5 | 1  | 0.5 | 1    |
| ------- | -- | -- | -- | --- | -- | --- | -- | --- | ---- |

### Versenyzők
| Helyezés | Versenyző              | SUZ | OKA | FUJ | MOT | AUT | SUG | SUZ | SUZ | Pontok |
| -------- | ---------------------- | --- | --- | --- | --- | --- | --- | --- | --- | ------ |
| 1        | Isiura Hiroaki         | 5   | 1   | 3   | 1   | 2   | 5   | 2   | 4   | 51.5   |
| 2        | Nakadzsima Kazuki      | 2   |     | 2   | 2   | 1   | 4   | 4   | 2   | 45.5   |
| 3        | André Lotterer         | 1   | 8   | 5   | 4   | 11  | 1   | 1   | Ki  | 40     |
| 4        | João Paulo de Oliveira | 4   | 5   | 1   | 3   | 5   | 7   | Ki  | 3   | 34     |
| 5        | Jamamoto Naoki         | 15  | 4   | 12  | 8   | 7   | 2   | 14  | 1   | 26     |
| 6        | Kobajasi Kamui         | 9   | 2   | 10  | 17  | 3   | 6   | 3   | 9   | 20     |
| 7        | Nodzsiri Tomoki        | 8   | 3   | 8   | 6   | 10  | 3   | 5   | Ki  | 19     |
| 8        | Hirakava Rió           | 12  | 9   | 6   | 7   | 4   | 8   | 10  | 5   | 13     |
| 9        | Kunimoto Júdzsi        | 17  | Ki  | 4   | 18  | 8   | 17  | 7   | 8   | 7.5    |
| 10       | Nakadzsima Daiszuke    | 6   | 12  | Ki  | 5   | 9   | 12  | Ki  | 10  | 7      |
| 11       | Narain Karthikeyan     | 3   | 10  | Ki  | 9   | 14  | 13  | 12  | 14  | 6      |
| 12       | James Rossiter         | 16  | Ki  | 7   | 12  | 6   | 14  | Ki  | Ki  | 5      |
| 13       | Izava Takuja           | 7   | 7   | 11  | 10  | 12  | Ki  | 8   | 15  | 4.5    |
| 14       | Andrea Caldarelli      | 11  | 6   | 9   | 11  | 15  | 16  | Ki  | 12  | 4      |
| 15       | Kogure Takasi          | Ki  | Ki  | 16  | 14  | 13  | 11  | 6   | 7   | 2.5    |
| 16       | Nakajama Juicsi        | 13  | Ki  | 15  | 16  | 19  | 10  | Ki  | 6   | 1.5    |
| 17       | Cukakosi Koudai        | DNS | 14  | 13  | Ki  | 17  | 9   | 9   | 11  | 0      |
| 18       | Bertrand Baguette      | 10  | 11  | Ki  | 15  | 16  | 18  | 11  | Ki  | 0      |
| 19       | William Buller         | 14  | 13  | 14  | 13  | 18  | 15  | 13  | 13  | 0      |
| 20       | Osima Kazuja           |     | 15  |     |     |     |     |     |     | 0      |
| Helyezés | Versenyző              | SUZ | OKA | FUJ | MOT | AUT | SUG | SUZ | SUZ | Pontok |

| Szín   | Eredmény                                      |
| ------ | --------------------------------------------- |
| Arany  | Győztes                                       |
| Ezüst  | 2. helyezett                                  |
| Bronz  | 3. helyezett                                  |
| Zöld   | Pontot szerzett                               |
| Kék    | Pont nélkül vagy helyezetlenül ért célba (NC) |
| Lila   | Nem ért célba (DNF)                           |
| Piros  | Nem kvalifikálta magát (DNQ)                  |
| Fekete | Diszkvalifikálták (DSQ)                       |
| Fehér  | Nem indult (DNS)                              |
| Fehér  | Visszavonult (WD)                             |
| Fehér  | Verseny törölve (C)                           |
| Üres   | Nem vett részt                                |
| Üres   | Kizárt (EX)                                   |